# Lophocampa atriceps
Lophocampa atriceps là một loài bướm đêm thuộc phân họ Arctiinae, họ Erebidae.